# Gastronomia de Txèquia
La gastronomia txeca (česká kuchyně) és l'expressió de l'art culinari desenvolupat a la República Txeca. Aquest tipus de cuina, especialment la regional de Bohèmia, està molt relacionada amb la del sud d'Alemanya i Àustria.
La cuina bohèmia ha estat molt influenciada pel microclima de la regió: envoltada de muntanyes, Bohèmia produeix una gran varietat de fruites, verdures, bolets, així com cereals, aliments la disponibilitat dels quals, combinada amb una ramaderia especialment florida, es reflecteix en la gran riquesa culinària. Entre els plats principals, predominen els plats de carn, especialment el porc, el xai i la vedella, mentre que el peix és menys utilitzat. El gust dels plats es diferencia de l'alemany per la major presència de sal i aromes com l'all. Altres olors molt utilitzades són el comí, la marduix i el pebre de Jamaica. Com a guarnició dels plats de carn amb salses, se serveixen els típics knedliky (gnocchis de pa, semblants als canéderli del Trentino), mentre que els rostits prefereixen els condiments a base de puré de patates. També són força habituals les guarnicions a base de pasta, principalment tallarines o pasta de forma quadrada (fleky).
Les amanides són majoritàriament de patates: van des de les més senzilles, condimentades només amb aigua i vinagre (a vegades fins i tot una mica ensucrades), fins a les més riques, és a dir, les típiques amanides de patates amb maionesa, ous durs, embotits a daus, pastanaga, ceba i pèsols. Un terme mitjà és el condimentat amb vinagre, ceba, trossos de poma i/o cansalada, però les variacions regionals són nombroses.
Pel que fa al peix, cal destacar la famosa carpa txeca, que també s'exporta a l'estranger. Als txecs normalment els encanta menjar-ne la nit de Nadal, preferiblement arrebossada.
Les postres també són molt variades. Entre els ingredients més utilitzats, destaquen les llavors de rosella i la mousse de pruna (powidl), mentre que en algunes parts del país també creixen préssecs i albercocs que s'utilitzen habitualment com a ingredients en altres plats diversos.
La beguda principal és la cervesa: famoses arreu del món són la Budweiser Budvar, també coneguda com Czechvar, i la Pilsner Urquell; aquesta última va ser creada per Josef Groll, un cerveser bavarès, el 1842. El vi també és molt popular, i s'ha produït en aquestes regions des de l'antiguitat. Les zones amb més vocació són les del nord de Praga i el sud de Moràvia. El licor Becherovka també és molt popular.